# Anticrates autobrocha
Anticrates autobrocha is een vlinder uit de familie van de Lacturidae. De wetenschappelijke naam van de soort is voor het eerst geldig gepubliceerd in 1922 door Meyrick.